# Kuchnia bawarska

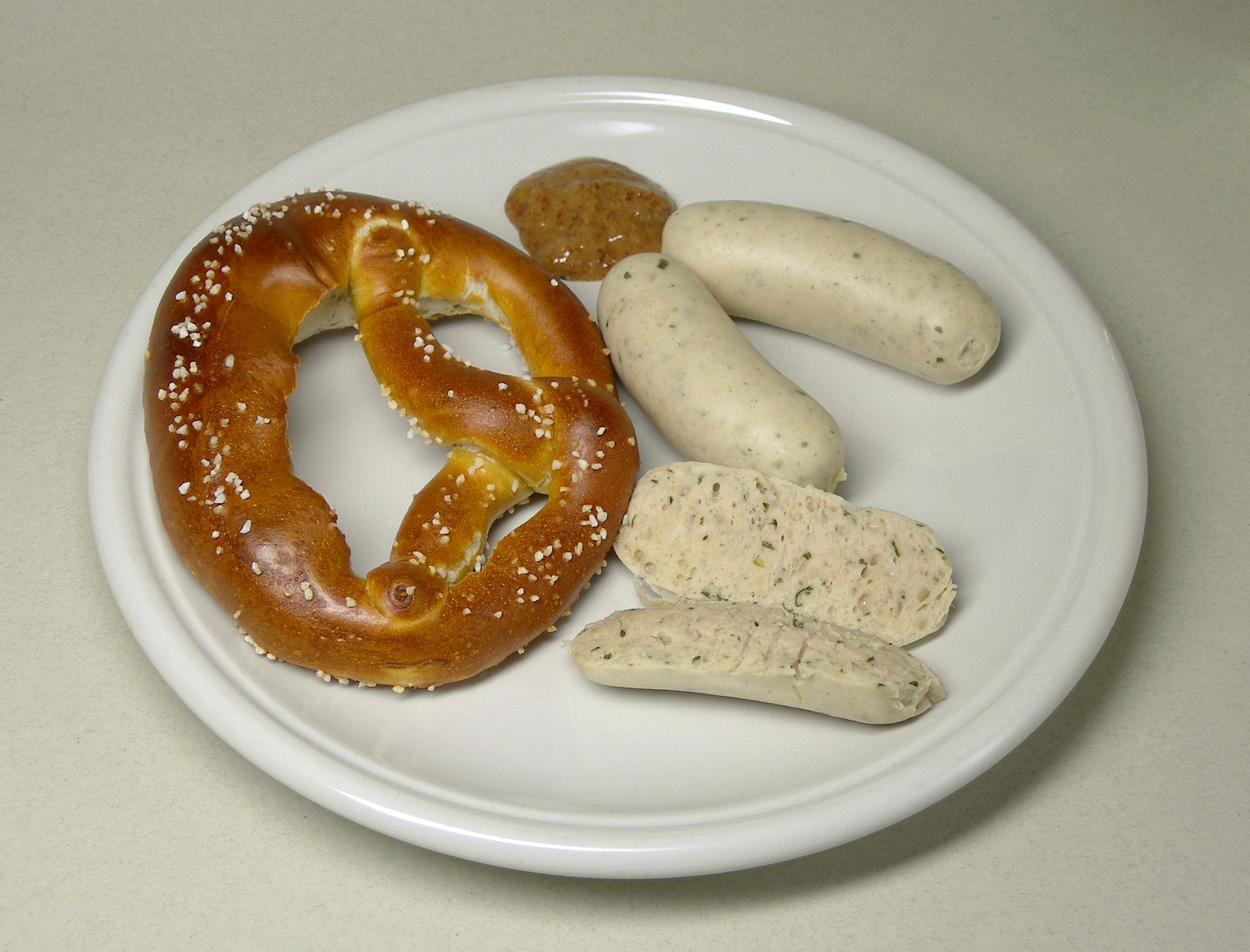
Biała kiełbasa, precel i musztarda

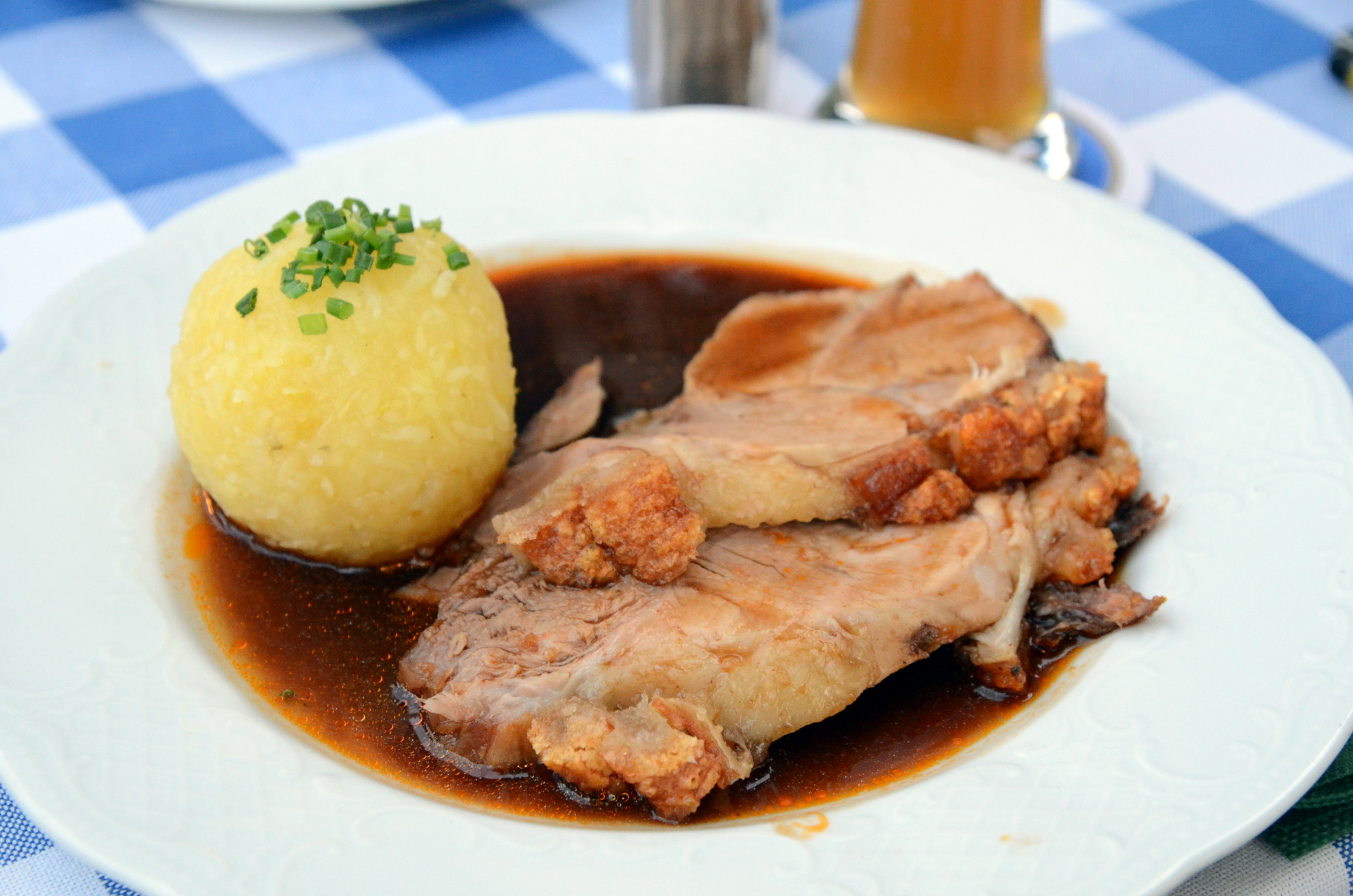
Pieczeń wieprzowa z knedlem

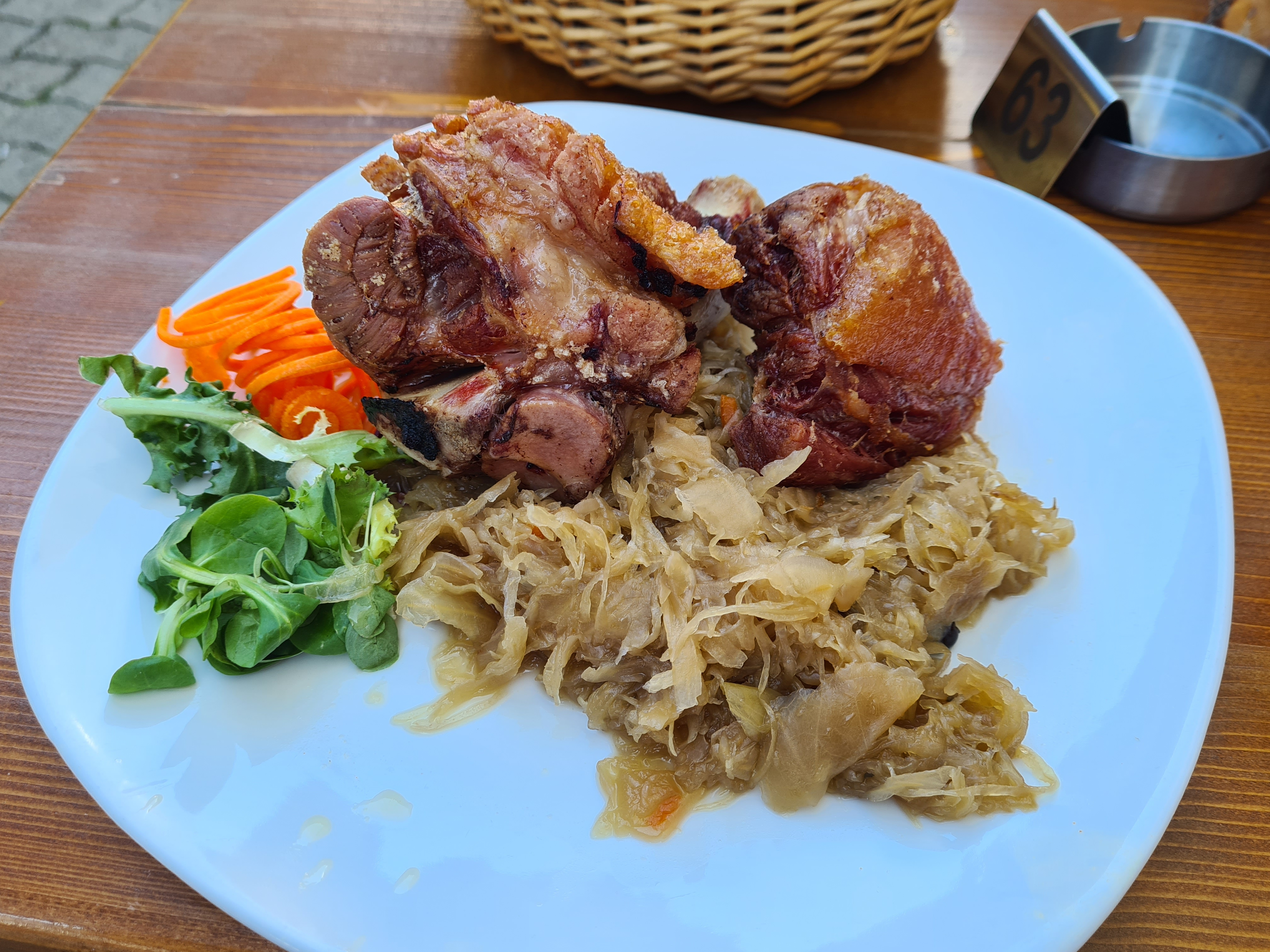
Grillowana golonka z kapustą kiszoną

Kuchnia bawarska (niem. Bayerische Küche) – regionalna kuchnia niemiecka, charakterystyczna dla Bawarii, w tym zwłaszcza Monachium. 
Kuchnia bawarska charakteryzuje się silną reprezentacją potraw mięsnych i mącznych. Na stole królują przetwory z wieprzowiny, baraniny, wołowiny oraz drobiu. Sztandarowym daniem spożywanym do południa jest biała kiełbasa (Weißwurst), parzona i podawana na gorąco z dodatkiem słodkiej musztardy lub chrzanu oraz precli i popijana pszenicznym piwem. Popularne są też: pieczeń wieprzowa ze skórą (Krustebraten), golonka (Haxe), rolada z boczku w sosie pieczeniowym (Spießbraten), płucka na kwaśno (Sauerlunge), wątróbka cielęca z cebulką i jabłkami (Leber Berliner Art), nerki cielęce w sosie musztardowym czy  zapiekany pasztet wątrobiany (Leberkäse), który piecze się w tych samych formach, w których wypieka się chleb (potrawę tę podaje się zwykle z sałatką ziemniaczaną). Tradycyjne dania obiadowe serwuje się najczęściej z dodatkiem knedli (Knödel) i kapusty po bawarsku (Bayerische Kraut). Knedle mogą być podawane z dodatkiem sera lub szpinaku.
Innymi popularnymi daniami lokalnymi są przetwory mleczne, zarówno krowie, jak i kozie czy owcze, np. pasta serowa (obazta).
Do picia podaje się zwykle piwa lokalnych browarów, takich jak w przypadku Monachium Paulaner, Franziskaner, Augustiner, Löwenbräu, Hofbräu, Hacker-Pschorr. Specjalnością są piwa pszeniczne. Popularnym deserem jest krem bawarski.
Typowe dla kuchni bawarskiej jest to, że do większości potraw i sałatek dodaje się ocet winny, co nadaje potrawom kwaśny lub winny posmak. Jej cechą charakterystyczną jest również wykorzystywanie podrobów. 
Kuchnia bawarska jest jedną z najpopularniejszych kuchni regionalnych w Niemczech, a wiele jej dań wpłynęło na kulinarne postrzeganie całych Niemiec. To tutaj w XVI wieku powstało Bawarskie Prawo Czystości (Reinheitsgebot) warzenia piwa.